# Hello Neighbor
Hello Neighbor er et videospil fra 2017. Som er skabt af Dynamic Pixels. Spillet kan spilles på Android, IOS, PlayStation 4, Xbox One Og Windows.